# Hamptjärnen (Bureå socken, Västerbotten, 718208-175404)
Hamptjärnen är en sjö i Skellefteå kommun i Västerbotten och ingår i Skellefteälven-Bureälvens kustområde.